# Bresshammars hage
Bresshammars hage är ett naturreservat i Strängnäs kommun i Södermanlands län.
Området är naturskyddat sedan 2006 och är 17 hektar stort. Reservatet ligger vid sydvästra stranden av Tosterö och består av lövblandad barrskog.